# NGC 812
NGC 812 је спирална галаксија у сазвежђу Андромеда која се налази на NGC листи објеката дубоког неба.
Деклинација објекта је + 44° 34' 21" а ректасцензија 2h 6m 51,7s. Привидна величина (магнитуда) објекта NGC 812 износи 11,6 а фотографска магнитуда 12,4. NGC 812 је још познат и под ознакама UGC 1598, MCG 7-5-14, CGCG 538-19, IRAS 02037+4419, PGC 8066.